# Еннеді
Еннеді (фр. Plateau de l'Ennedi) — гірське плато на північному сході Республіки Чад в регіоні Еннеді, поблизу кордону з Суданом. Розміри 210 x 280 км. Плато складене пісковиком з висотами від 1074 до 1450 м (гора Бассо), оточене пісками Сахари. Гірський масив розчленований численними ваді. 
Пласкі вершини вкриті низькорослими ксерофітними злаками, ефедрою. В долинах чагарники та низькорослі дерева (акації та ін.). Еннеді є також справжнім природним заповідником посеред Сахари, де збереглися унікальні види тварин: карликовий нільський крокодил (Crocodylus niloticus Laurenti) у гельті д'Аршей, гемсбок, сахарські леви (останній раз спостерігали в 1940 році).
На скелях Еннеді виявлені численні петрогліфи племен, що жил в епоху неоліту, коли клімат пустелі був вологішим. 
Європейцями гірський масив був досліджений вперше під час французьких військових експедицій Ж. Тільо (фр. Jean Auguste Marie Tilho) в 1908-1917 роках.